# بک می کیونگ
بک می کیونگ (کره‌ای: 백미경؛ زادهٔ ۱۹۷۱) فیلم‌نامه‌نویس اهل کره جنوبی است. او نویسندگی درام‌های محبوبی مانند زن قوی دو بونگ‌سون (جی‌تی‌بی‌سی، ۲۰۱۷) و زن باوقار (جی‌تی‌بی‌سی، ۲۰۱۷) را بر عهده داشته‌است. زن باوقار رکورد بالاترین ریتینگ در میان درام‌های جی‌تی‌بی‌سی را شکست و در سال ۲۰۱۸ رکورد آن توسط قلعه آسمان شکسته شد.

## فیلم‌شناسی

### مجموعه تلویزیونی
| عنوان                                             | شبکه و تاریخ پخش             | دوره پخش                       | قسمت‌ها | بالاترین ریتینگ | پایین‌ترین ریتینگ | میانگین ریتینگ |
| ------------------------------------------------- | ---------------------------- | ------------------------------ | ------ | --------------- | ---------------- | -------------- |
| داستان کانگ گو                                    | اس‌بی‌اس، شنبه-یکشنبه ۲۰:۴۵    | ۲۹ مارس ۲۰۱۴–۳۰ مارس ۲۰۱۴      | ۲      | ۵٫۰٪            | ۴٫۵٪             | ۴٫۸٪           |
| این عشق منه                                       | جی‌تی‌بی‌سی، جمعه-شنبه ۲۰:۴۰    | ۲۹ مه ۲۰۱۵–۱۸ ژوئیه ۲۰۱۵       | ۱۶     | ۱٫۸۳۳٪          | ۰٫۷۵۳٪           | ۱٫۳۸۵٪         |
| زن قوی دو بونگ‌سون                                 | جی‌تی‌بی‌سی، جمعه-شنبه ۲۳:۰۰    | ۲۴ فوریه ۲۰۱۷–۱۵ آوریل ۲۰۱۷    | ۱۶     | ۹٫۶۶۸٪          | ۳٫۸۲۹٪           | ۷٫۶۴۹٪         |
| زن باوقار                                         | جی‌تی‌بی‌سی، جمعه-شنبه ۲۳:۰۰    | ۱۶ ژوئن ۲۰۱۷–۱۹ اوت ۲۰۱۷       | ۲۰     | ۱۲٫۰۶۵٪         | ۲٫۰۴۴٪           | ۶٫۵۹۴٪         |
| معجزه‌ای که ملاقات کردیم                           | کی‌بی‌اس۲، دوشنبه-سه‌شنبه ۲۲:۰۰ | ۲ آوریل ۲۰۱۸–۲۹ مه ۲۰۱۸        | ۱۸     | ۱۳٫۱٪           | ۸٫۲٪             | ۱۱٫۰٪          |
| به آرامی ذوبم کن همچنین به عنوان تهیه‌کننده اجرایی | تی‌وی‌ان، شنبه-یکشنبه ۲۱:۰۰    | ۲۸ سپتامبر ۲۰۱۹–۱۷ نوامبر ۲۰۱۹ | ۱۶     | ۳٫۲۰۱٪          | ۱٫۱۶۰٪           | ۲٫۱۵۰٪         |
| ماین                                              | تی‌وی‌ان، شنبه-یکشنبه ۲۱:۰۰    | ۸ مه ۲۰۲۱–۲۷ ژوئن ۲۰۲۱         | ۱۶     | ۱۰٫۵۱۲٪         | ۵٫۵۷۸٪           | ۸٫۲۰۸٪         |

### فیلم
- هونگ‌بو: انقلابی (۲۰۱۷)